# کاترین ریترث
کاترین ریترث (انگلیسی: Katherine Reutter؛ زادهٔ ۳۰ ژوئیهٔ ۱۹۸۸) اسکیت‌باز سرعت اهل ایالات متحده آمریکا است.